# Nechtan
 (signalé en juin 2025).
Si vous disposez d'ouvrages ou d'articles de référence ou si vous connaissez des sites web de qualité traitant du thème abordé ici, merci de compléter l'article en donnant les références utiles à sa vérifiabilité et en les liant à la section « Notes et références ».
- Archive Wikiwix
- Bing
- Cairn
- DuckDuckGo
- E. Universalis
- Gallica
- Google
- G. Books
- G. News
- G. Scholar
- Persée
- Qwant
- (zh) Baidu
- (ru) Yandex
- (wd) trouver des œuvres sur Wikidata

Pour les articles homonymes, voir Nechtan (homonymie).
Nechtan, dans la mythologie celtique irlandaise, apparaît notamment dans un texte épique du Moyen Âge : Immram Brain Maic Febail ocus a echtra andso sis, soit « La navigation de Bran, fils de Febal et ses aventures ci-après ». Ce texte, rédigé dans un contexte chrétien, narre le séjour de guerriers dans le sidh, l’Autre Monde celtique.

## Mythe
Nechtan, fils de Collbran, est l’un des « trois fois neuf » voyageurs qui suivent Bran Mac Febail dans une navigation, à la recherche d'Emain Ablach, la « Terre des Pommiers » (symbole d’éternité). C’est une île au milieu de l’océan dont une bansidh a vanté les délices à son compagnon. Ils rencontrent Manannan Mac Lir, le dieu souverain du sidh qui les accueille par un chant. Quand ils arrivent à proximité de l’Île des Femmes (Tir na mBân), la reine lance un fil pour haler le bateau, et tous débarquent. L’île n’est peuplée que de femmes jeunes et magnifiques et ils demeurent là plusieurs « mois », vivant dans une félicité totale. Après quelque temps, Nechtan est en proie à la nostalgie et fait part à Bran de son désir de rentrer en Irlande. Le chef de l’expédition finit par se laisser convaincre en dépit de l’avertissement de la reine qui leur déconseille de débarquer où que ce soit.
Alors qu’ils approchent de leur île, ils ne reconnaissent personne et personne ne les reconnaît. Nechtan descend à terre, il se transforme instantanément en un tas de cendres. Bran qui a compris, reprend la mer pour une navigation sans fin. En fait, leur séjour dans le sidh a duré plusieurs siècles et ils sont morts depuis longtemps. Le retour dans le monde des humains s’accompagne de l’emprise du temps auquel ils avaient échappé.